# Rühl
Rühl oder Ruehl ist ein deutscher Familienname.

## Namensträger
- Alfred Rühl (1882–1935), deutscher Geograph
- Armin Rühl (* 1957), deutscher Schlagzeuger
- Arthur Rühl (1901–1955), deutscher Internist und Hochschullehrer
- Arwen Rühl, Geburtsname von Arwen Gorb (* 2002), deutsche Handballspielerin
- August Rühl (1815–1850), deutscher Politiker
- Becky Ruehl (* 1977), US-amerikanische Wasserspringerin
- Bettina Rühl (* 1965), deutsche Journalistin
- Brunhilde Rühl (* 1950), deutsche Politikerin
- Bruno Rühl (1926–2018), deutscher Politiker
- Carl-Heinz Rühl (1939–2019), deutscher Fußballspieler, -trainer und -manager
- Carsten Rühl (* 1970), deutscher Basketballfunktionär
- Christa Rühl (um 1942–1997), deutsche Tischtennisspielerin
- Christina Rühl-Hamers (* 1976), deutsche Fußballfunktionärin
- Corinna Norrick-Rühl (* 1985), deutsche Buchwissenschaftlerin
- Elke Rühl (* 1948), deutsche Politikerin
- Emil Rühl, deutscher Fußballspieler
- Ernst-Heinrich Rühl (* 1953), deutscher Agrarwissenschaftler und Önologe
- Felix Rühl (1910–1982), deutscher SS-Führer
- Fenja Rühl (* 1963), deutsche Schauspielerin
- Franz Rühl (1845–1915), deutscher Historiker
- Fritz Rühl (1836–1893), Schweizer Insektenkundler
- Gisbert Rühl (* 1959), deutscher Industriemanager
- Giesela Rühl (* 1974), deutsche Rechtswissenschaftlerin
- Hartmut Rühl (1938–2023), deutscher Mediziner
- Heinz Rühl (1918–1993), deutscher Richter und Heimatforscher
- Heinrich Rühl (1922–??), deutscher Radrennfahrer
- Helmut Rühl (Mediziner) (1918–??), deutscher Mediziner
- Helmut Rühl (Schauspieler) (* 1955), deutscher Schauspieler
- Herbert Rühl (1924–2014), deutscher Musikpädagoge
- Hilde Langer-Rühl (1911–1990), niederländisch-österreichische Pianistin und Pädagogin
- Hugo Rühl (1845–1922), deutscher Turnlehrer und Sportfunktionär
- Joachim K. Rühl (* 1939), deutscher Sportwissenschaftler
- Johan Rühl (1885–1972), niederländischer Wasserballspieler
- Johannes Rühl (1798–1871), deutscher Landwirt, MdL Kurhessen
- Jörg Rühl (* 1965), deutscher Schauspieler
- Joris Rühl (* 1982), französischer Musiker
- Kathrin Rühl, Geburtsname von Kathrin Wahlmann (* 1977), deutsche Politikerin (SPD)
- Konrad Rühl (1885–1964), deutscher Architekt und Stadtplaner
- Kurt Rühl (* 1948), deutscher Fußballspieler
- Leonhard Christoph Rühl (1685–1741), deutscher Pädagoge, Prediger und Autor
- Lisa Rühl (* 1989), deutsche Volleyballspielerin
- Lothar Rühl (* 1927), deutscher Politikwissenschaftler
- Louis Rühl (1871–1957), deutscher Brauereiunternehmer
- Manfred Rühl (* 1933), deutscher Sozialwissenschaftler
- Markus Rühl (* 1972), deutscher Bodybuilder
- Martin Schönbrodt-Rühl (1904–1965), deutscher Verleger
- Meike Rühl (* 1973), deutsche Klassische Philologin
- Mercedes Ruehl (* 1948), US-amerikanische Schauspielerin
- Monika Rühl (* 1963), Schweizer Verbandsfunktionärin
- Nina-Mercedés Rühl (* 1989), deutsche Schauspielerin und Synchronsprecherin
- Norbert Rühl (* 1955), deutscher Judoka und Judotrainer
- Philippe Rühl (1737–1795), deutsch-französischer Politiker
- Rudolf Rühl (1842–1909), deutscher Politiker
- Tim Rühl (* 1998), deutscher Tennisspieler
- Ulli F. H. Rühl (* 1954), deutscher Rechtswissenschaftler
- Walter Rühl (Politiker) (1881–1942), deutscher Politiker (KPD), Mitglied der Hamburgischen Bürgerschaft
- Walter Rühl (Geologe) (1919–2008), deutscher Erdölgeologe und Manager
- Wolfgang Ruehl (* 1958), deutscher Drehbuchautor und Regisseur